# Vittorio Hösle
Vittorio Hösle (Milano, 25 giugno 1960) è un filosofo, saggista e traduttore italiano.

## Biografia
Nato da padre tedesco – Johannes Hösle, docente di filologia romanza – e da madre italiana - Carla Gronda –, Vittorio Hösle trascorse la sua prima infanzia a Milano, dove Johannes Hösle era direttore del Goethe Institut, e compì poi gli studi in Germania, dove la famiglia si era trasferita dal 1966. Vero «enfant prodige» della filosofia, precoce e profondo conoscitore delle lingue antiche (greco, latino, sanscrito, ma anche pali e avestico) e di numerose lingue occidentali (ne parla sette ed è in grado di leggerne dodici), a ventidue anni si laureò con una tesi sulla filosofia antica (v. infra), a ventisei anni fu chiamato come professore associato alla New School for Social Research di New York e a trentadue anni divenne professore ordinario all'Università di Essen. Attualmente insegna alla Notre Dame University (Indiana) negli Stati Uniti. Il 6 agosto 2013 è stato nominato Accademico ordinario della Pontificia Accademia delle Scienze Sociali da Papa Francesco.

## Gli studi sul pensiero antico
Alla «scoperta» di Hösle contribuì in modo determinante l'Istituto Italiano per gli Studi Filosofici, che lo chiamò a Napoli come borsista (venticinquenne) dell'Istituto negli anni 1985-1986. Nell'anno precedente l'Istituto aveva accolto nel suo programma editoriale la tesi di laurea di Hösle, un poderoso lavoro sulla filosofia antica di quasi 800 pagine intitolato Wahrheit und Geschichte. Studien zur Struktur der Philosophiegeschichte unter paradigmatischer Analyse der Entwicklung von Parmenides bis Platon (Verità e storia. Studi sulla struttura della storia della filosofia sulla base di un'analisi paradigmatica dell'evoluzione  da Parmenide a Platone), promuovendone la pubblicazione per la casa editrice Frommann-Holzboog e successivamente una traduzione italiana per i tipi della Guerini e Associati. In quest'opera l'allora giovanissimo filosofo imposta in maniera originale il problema dei rapporti tra dimensione sistematica e dimensione storica della filosofia, analizzando lo sviluppo del pensiero greco da Parmenide a Platone.
Nel lavoro successivo, Die Vollendung der Tragödie im Spätwerk des Sophokles. Ästhetisch-historische Bemerkungen zur Struktur der attischen Tragödie (Il compimento della tragedia nell'opera tarda di Sofocle. Osservazioni storico-estetiche sulla struttura della tragedia attica) – pubblicato nel 1984 dalla Fromann-Holzboog e in traduzione italiana nel 1986 da Bibliopolis –, Hösle, combinando l'approccio estetico con l'approccio filosofico, cerca di individuare una logica di sviluppo nella storia della tragedia greca e, in contrasto con l'approccio consueto, considera Sofocle come il compimento sintetico di questa storia: "il pensiero fondamentale espresso nell'opera tarda di Sofocle è sintesi dei principi che sono alla base dell'arte di Eschilo e di Euripide, principi che vengono fatti valere insieme da Sofocle e così portati alla loro verità".
Negli anni Ottanta Hösle, che a Regensburg era stato allievo del matematico e filosofo Imre Toth, si occupò  anche del problema della matematica in Platone, scrivendo nel 1982 e nel 1984 alcuni saggi, che, per interessamento di Giovanni Reale, vengono tradotti in italiano e riuniti in un volume pubblicato nel 1994 dalla casa editrice "Vita e Pensiero" con il titolo I fondamenti dell'aritmetica e della geometria in Platone.
In anni recenti Hösle è tornato ad occuparsi della filosofia e della letteratura antiche. In un lavoro del 2004, Platon interpretieren (Interpretare Platone), di cui è uscita nel 2007 anche la traduzione italiana, discute il problema delle interpretazioni di Platone e nel volume del 2006, Der philosophische Dialog. Poetik eines Genres (Il dialogo filosofico. Poetica di un genere), analizza il genere del dialogo mettendo in connessione il punto di vista filosofico con il punto di vista letterario. Al problema della tragedia è poi dedicato il lavoro del 2009 Die Rangordnung der drei griechischen Tragiker (La gerarchia dei tre tragici greci).

## Gli studi sull'idealismo tedesco e il problema della fondazione ultima riflessiva
Nei suoi anni italiani a Napoli Hösle tenne una serie di seminari e di conferenze sull'idealismo tedesco, in particolare sul sistema di Hegel, e presentò diverse relazioni in convegni internazionali. Va ricordato il convegno sulla filosofia hegeliana del diritto (Napoli, 1984), i cui atti, pubblicati nel 1987 a cura di Christoph Jermann, amico e collaboratore del filosofo, col titolo Anspruch und Leistung von Hegels Rechtphilosophie, contengono, ben tre ampi saggi di Hösle, oltre a contributi dello stesso Jermann, di Kurt Seelmann e di Matthias Hartwig. Di uno di essi, Lo Stato in Hegel, esiste una traduzione italiana pubblicata nel 2008 per i tipi de "La città del Sole".
La riflessione hösliana sull'idealimo oggettivo di Hegel si sviluppa in stretta connessione col problema della "fondazione ultima riflessiva" (reflexive Letztbegründung) e con la soluzione fornita a tale problema dalla pragmatica trascendentale di Karl-Otto Apel. L'unica alternativa consistente al relativismo scettico, dominante nel panorama della filosofia contemporanea ed assurto oggi ad una sorta di principio dell'opinione pubblica, consiste, secondo Hösle, nell'impostazione riflessiva presente negli idealisti postkantiani e soprattutto in Hegel, impostazione che è necessario sviluppare con gli strumenti elaborati dalla filosofia contemporanea e in stretta connessione con i più recenti risultati delle scienze. Alla pragmatica trascendentale di Apel va riconosciuto il merito di aver riproposto in maniera originale la nozione di "fondazione ultima riflessiva", ma tale nozione va ripensata nella sua portata ontologica, superando il formalismo apeliano nella direzione di una formulazione profondamente rielaborata dell'idealismo oggettivo di matrice hegeliana.
In questa direzione, che culminerà nel poderoso lavoro del 1987 sul sistema di Hegel (v. infra), vanno le lezioni hegeliane tenute a Napoli da Hösle nel 1986 e parzialmente pubblicate in volume nel 1991 con il titolo Hegel e la fondazione dell'idealismo oggettivo, in cui è compresa anche la traduzione dell'importante saggio Begründungsfragen des objektiven Idealismus (Questioni di fondazione dell'idealismo oggettivo) scritto proprio nel 1987.
Della pragmatica trascendentale, soprattutto in relazione al problema decisivo della fondazione ultima riflessiva, Hösle tornò ad occuparsi alla fine degli anni Ottanta in una vasta monografia, Die Krise der Gegenwart und die Verantwortung der Philosophie (La crisi della contemporaneità e la responsabilità della filosofia), pubblicata nel 1990 (e tradotta in francese nel 2004):  la filosofia di Apel viene analizzata all'interno delle più importanti tendenze della filosofia contemporanea, viene esposta in modo dettagliato la "prova" della fondazione ultima riflessiva (la cosiddetta "prova apagogica") e vengono discussi questioni relative al linguaggio privato, alla controversia “spiegare-comprendere (Erklären-Verstehen)” e alla fondazione dell'etica.

## Gli studi su Vico e la traduzione in tedesco dellaScienza Nuova
Sempre in questo periodo Hösle intraprese la traduzione integrale in tedesco (la prima traduzione integrale in questa lingua) della Scienza nuova di Giambattista Vico nella terza edizione del 1744, compito affidatogli dall'Istituto Italiano per gli Studi Filosofici e che egli, insieme a Christoph Jermann, portò a termine in tempi straordinariamente brevi. Il capolavoro vichiano uscì nel 1990 per i tipi della casa editrice Felix Meiner in due volumi; la traduzione è preceduta da una introduzione filologica e teoretica di quasi 300 pagine, in cui Hösle illustra il significato ancora attuale della concezione vichiana per una teoria delle scienze della cultura filosoficamente fondata. Questa introduzione è stata tradotta in italiano e pubblicata in volume nel 1997 con il titolo Introduzione a Vico. La scienza del mondo intersoggettivo per i tipi della Guerini e Associati.

## Critica e riformulazione dell'idealismo oggettivo:Il sistema di Hegel
La rilessione teoretica di Hösle culmina, come si è detto, nella riformulazione critica dell'idealismo oggettivo elaborata in un  lavoro di vaste proporzioni, nato come scritto di abilitazione all'insegnamento universitario e pubblicato dalla casa editrice Felix Meiner nel 1987 in due volumi col titolo Hegels System. Der Idealismus der Subjektivität und das Problem der Intersubjektivität (Il sistema di Hegel. L'idealismo della soggettività e il problema dell'intersoggettività). Sulla base di un'approfondita e articolata analisi, in primo luogo teoretica, del sistema hegeliano, la cui articolazione viene criticamente ripercorsa in modo dettagliato, Hösle vi sostiene la tesi seguente: l'aporia principale della filosofia di Hegel consiste nell'aver trascurato il problema dell'intersoggettività nella scienza della logica ossia nella parte fondativa del sistema; questa lacuna comporta un grave squilibrio nella struttura complessiva del sistema, in particolare, nella filosofia dello spirito oggettivo e dello spirito assoluto, che restano "scoperte" sul piano logico, ossia senza un corrispettivo categoriale in grado di fondare le strutture intersoggettive di cui trattano. Questa aporia fondamentale è alla radice delle altre aporie presenti nel sistema hegeliano, come, ad esempio, l'appiattimento del dover-essere sull'essere con la conseguente visione passatista e la questione della conclusione del sistema. Nel contempo Hösle cerca di mostrare come l'idea fondamentale dell'idealismo oggettivo sia teoreticamente ancora attuale e indispensabile sia per fondare in modo rigoroso la specificità del discorso filosofico sia per superare la scissione tra scienze della natura e scienze dello spirito che caratterizza in modo aporetico il pensiero moderno e contemporaneo.
Quest'opera ha avuto una vasta risonanza internazionale ed è stata tradotta in portoghese e parzialmente in coreano. Nel 2012, promossa dall'Istituto Italiano per gli Studi Filosofici e per i tipi della casa editrice "La scuola di Pitagora", è uscita la traduzione integrale italiana (comprendente anche la Postfazione scritta dall'Autore per la seconda edizione del 1998) col titolo Il sistema di Hegel. L'idealismo della soggettività e il problema dell'intersoggettività.

## La riflessione sulla filosofia pratica
A partire dagli anni Novanta del secolo trascorso Hösle spostò la sua riflessione dalla "filosofia prima" alla "filosofia seconda", occupandosi di problemi morali e politici, tra cui ha un posto di rilievo la questione dell'ecologia. Notevole eco hanno suscitato la sua Philosophie der ökologischen Krise (Filosofia della crisi ecologica) del 1991, che è stata tradotta in italiano, in francese, in russo, in croato, in coreano e parzialmente in olandese.
I suoi studi delle moderne scienze sociali, politologia ed economia soprattutto, sono poi confluiti in un poderoso lavoro di filosofia pratica elaborata sul fondamento dell'idealismo oggettivo: Moral und Politik. Grundlagen einer Politischen Ethik für das 21. Jahrhundert (Morale e politica. Fondamenti di un'etica politica per il XXI secolo), pubblicato nel 1997 da Beck e tradotto in inglese nel 2004, che costituisce senz'altro la sua opera più impegnativa dopo Il sistema di Hegel.
Vanno menzionati anche i saggi, scritti in tempi diversi e poi raccolti nel volume Praktische Philosophie in der modernen Welt del 1992, in cui vengono discussi problemi come quello della tecnica, della valutazione etica del capitalismo, del terzo mondo, della dialettica illuminismo/controilluminismo ecc.
Altri studi e ricerche. Dei numerosissimi scritti di Hösle, che riflettono la vastità dei suoi interessi e dei suoi ambiti di ricerca, è impossibile dar conto in modo esaustivo. Ne segnaliamo alcuni soltanto, avendo riguardo in particolare alle traduzioni italiane disponibili. Vanno ricordati, innanzi tutto, i lavori sul significato filosofico della teoria dell'evoluzione di Charles Darwin, tra cui il saggio del 1988 Tragweite und Grenzen der evolutionären Erkenntnistheorie, tradotto in italiano col titolo Portata e limiti della teoria evoluzionistica della conoscenza (Napoli 1996, La Città del Sole), e i lavori scritti in collaborazione col biologo Christian Illies, in particolare la monografia Darwin del 1999.